# Novooleksandrivka (Iermolivka), Baștanka
Novooleksandrivka (în ucraineană Новоолександрівка) este un sat în comuna Iermolivka din raionul Baștanka, regiunea Mîkolaiiv, Ucraina.

## Demografie
Componența lingvistică a localității Novooleksandrivka
     Ucraineană (94,44%)
     Rusă (5,56%)
Conform recensământului din 2001, majoritatea populației localității Novooleksandrivka era vorbitoare de ucraineană (94,44%), existând în minoritate și vorbitori de rusă (5,56%).